# Skivstafetten
Skivstafetten var ett radioprogram som sändes i Sveriges Radio P3 under perioden 5 september 1982-27 maj 1984. Programmet var en topplista i stil med det 1982 nedlagda Svensktoppen. Programledaren åkte varje vecka hem till en familj, som då fick rösta fram den aktuella listan, som bestod av fem låtar och fem utmanare. Svensktoppen återkom 1985.

Lista över ettor på Skivstafetten:
1982:
Sommartider Gyllene Tider   5 september  (2v)
Pop & Twist   Pugh & Trousers   19 september  1v
Tätt Intill   Janne "Lucas" Persson  26 september  1v
En Ny Värld I Morgon  Small Town Singers  3 oktober  1v
Ja Visst Ja  Harru Lust med Mikael Ramel  10 oktober  1v
Häftiga Vänner  Design  17 oktober  1v,  31 oktober  1v
Öppna landskap Ulf Lundell  24 oktober  1v, 21 november  6v
Boeves Psalm  Janne "Lucas" Persson  7 november  1v
Förgät Mig Ej  Anne Kihlström  14 november  1v
1983
Högt Över Marken  Kenneth Greuz  23 januari  1v
Minnet  Kikki Danielsson  30 januari  1v, 13 februari 2v, 6 mars 1v
När Jag Kysser Havet  Ulf Lundell  6 februari  1v, 27 februari 1v
Bara En Enda Gång  John Ballard & Ann-Louise Hanson  13 mars 1v
Okej, Jag Ger Mig  Maria Wickman  20 mars  1v
Ett Hundra Ungar  Alf Robertson  27 mars 1v
Främling Carola  4 april  1v, 18 april  2v,  15 maj  2v
Ord  Vikingarna  11 april  1v
Låt Oss Få Ha Våra Drömmar Ifred  Chattanooga  1 maj  1v,  29 maj  1v
In The Mood  Notknäckarbandet 8 maj  1v
Ord  Sten & Stanley  5 juni  1v
Peta In En Pinne I Brasan Mats Rådberg  12 juni  3v
Det Finns Inget Finare Än Kärleken  Tomas Ledin  3 juli  1v,  31 juli  1v
Här Är Sången  Wizex  10 juli  1v,  24 juli  1v
Säg Mig Var Du Står Carola  17 juli  1v,  14 augusti  3v
31/3  Dan Hylander & Raj Montana Band  7 augusti  1v
Alla É Här  Hasse C & Otitis  4 september  1v
Comment ça va Kikki Danielsson  11 september  1v, 9 oktober  3v
Stanna Kvar Hos Mig  Fia Nyström  18 september  1v
IQ  Magnus Uggla  25 september  1v
Jag Lever  Py Bäckman & Raj Montana Band  2 oktober  1v
Höstguld  Stefan Borsch  30 oktober  1v
Nu Vill Jag Va' Fri  Ingmar Nordströms  6 november  1v
Ett Kärleksbrev  Therese Juel  13 november  1v
Giftas  Emigrantorkestern  20 november  1v
Nå'nstans I Det Blå  Ritz  27 november  1v
Hand I Hand Magnus Uggla  4 december  1v
Fyll Mitt Segel Igen  Ann-Louise & John  11 december  1v
1984
Motiv Att Fly  Jonas Warnerbring    22 januari  1v
Karma Kameleont Schytts  29 januari  1v
Änglar Och Dragspel  Gösta Linderholm  5 februari  2v
Du Värmer Mig  Elisabeth Andreasson  26 februari  1v
Gubben I Lådan  Kikki Danielsson  4 mars 1v
Leken Blev Nästan Sann  Christer Björkman  11 mars  1v,  1 april  1v
Kall Som Is  Karin & Anders Glenmark  18 mars  1v, 8 april  1v
Please Mr. Lennon  Rekyl  18 mars  1v
Minns Du Vad Vi Bruka Göra  Anne Kihlström & Mats Rådberg  25 mars  1v
Jag Har Inte Tid  Sten & Stanley  15 april  1v
Sankta Cecilia Göran Folkestad & Lotta Pedersen  22 april  1v
Ta På Mig  Beauty  29 april  1v
Diggi-Loo Diggi-Ley Herreys  13 maj  2v
Motvind  Carina Carlsson  27 maj  1v